# Assel (Luksemburg)
Assel (lb. Aassel) – wieś (Uertschaft) w gminie Bous-Waldbredimus, w południowo-wschodnim Luksemburgu, w kantonie Remich. Do 3 października 2015 miejscowość leżała w dystrykcie Grevenmacher, a do 31 sierpnia 2023 należała do gminy Bous. Liczy 217 mieszkańców (31 grudnia 2022).